# Zapus
Zapus és un gènere de rosegadors de la família dels dipòdids. Viu a Nord-amèrica i prefereix les zones humides. Són animals nocturns que saben grimpar i nadar molt bé. Només saltironegen amb les potes posteriors quan fugen, si no, utilitzen les quatres potes. Quan saltironegen, poden avançar fins a 2 metres amb cada salt. A l'estiu, construeixen els nius a l'herba o els peus d'arbres. Els fan d'herba i fulles. A l'hivern, construeixen els nius a turons o piles de terra, o excaven un cau. Mengen nous, fruites i petits animals.